# 卡那卡那富族
卡那卡那富族，舊稱卡那卡那布，荷蘭文獻記載為，清代文獻記載為干那霧、干仔務、干仔霧、簡仔霧等，是臺灣原住民的一個族群，人口向內政部申報約441人，主要分佈於高雄市那瑪夏區，傳統語言為卡那卡那富語，但目前通用語是布農語。以往被各統治政府歸類於鄒族，和拉阿魯哇族合稱「南鄒」，原住民族委員會於2014年6月26日承認其為獨立於鄒族之外的民族。

## 簡介

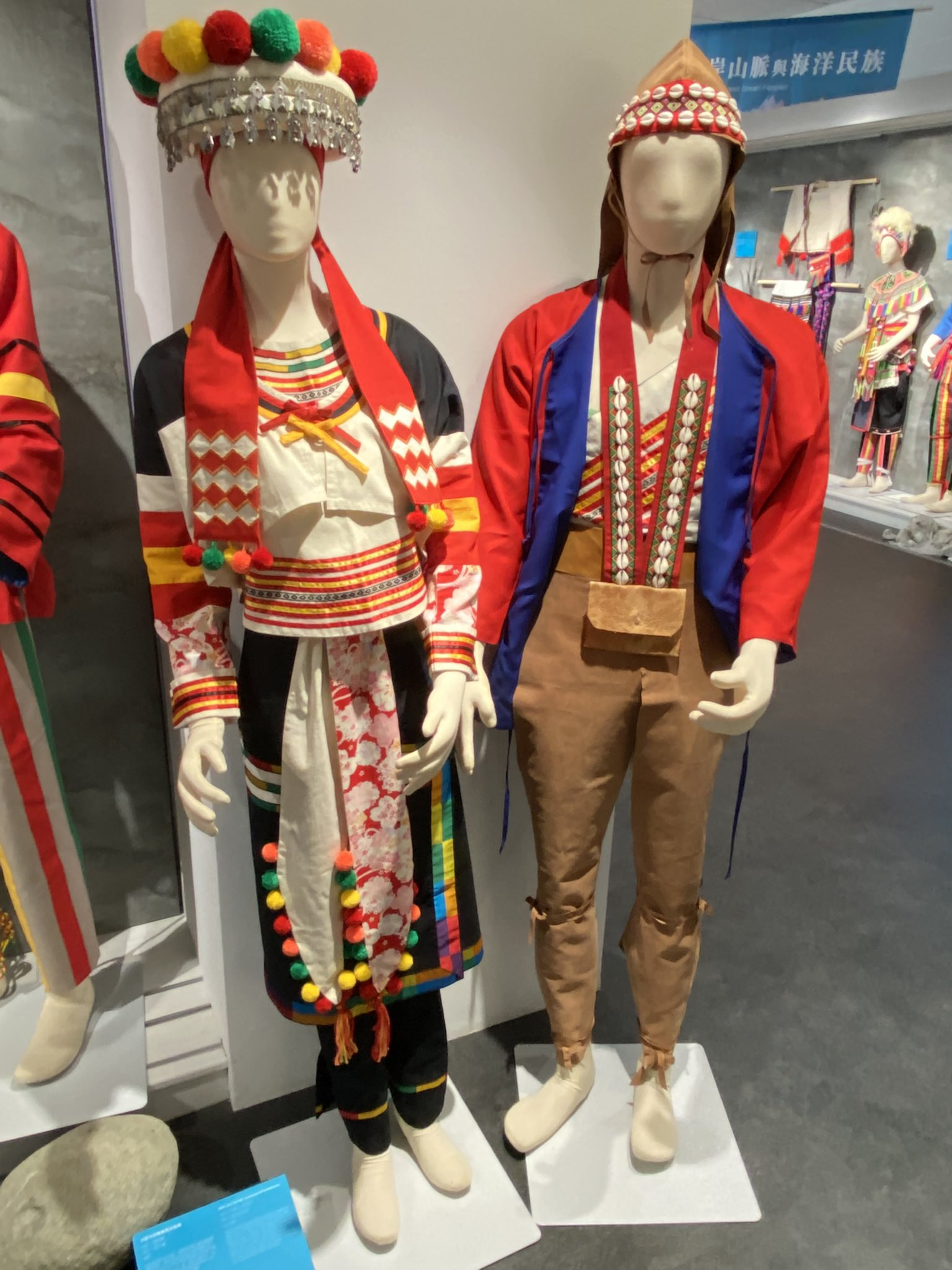
卡那卡那富族服飾

「卡那卡那富」（Kanakanavu）意為住在Kanakanavu一地的人。而麻竹在族語中稱作「kanavunavu」，當地耆老稱，因他們早年居住地遍佈竹林，故以Kanakanavu自稱。
1647年荷治時期的熱蘭遮城日誌在北部集會區鄒族村落戶口表中出現有的記載。清代文獻以台灣閩南語音譯簡稱記載為「干那霧」、「干仔務」、「干仔霧」、「簡仔霧」等。
:109,122-125,129,181-211在日治時代認定為鄒族，戰後亦沿用此分類至今。但學界在日治時代即對於該族群和鄒族，有各種分類法。伊能嘉矩、鳥居龍藏等學者根據語言與風俗習慣的異同，將鄒族視為單一族群，但對族群內部的區分並不一致；小川尚義則由比較語言學的觀點，將鄒族、卡那卡那富族、拉阿魯哇族視為三個獨立的族。卡那卡那富族人在2001年原住民族語言能力認證時，發現他們在語言上無法溝通，進一步比較發現與鄒族在祭典與食材上也有很大差異，加上受到賽德克族正名運動激勵，決定發起正名運動，並於2014年6月26日正式獨立為一族。
卡那卡那富族，主要狩獵的方式有三種：Uma'anupu（帶狗狩獵）、Rumaringee（陷阱）、Aracakaan（狩獵）。
卡那卡那富族的重要祭儀有：Mikong（米貢祭）、Pasikarai（河祭）等。

## 民族起源
卡那卡那富族的口傳族史中，關於其祖先的原居地在何處有幾種不同的說法，按照其地理位置可大致分成兩大類：第一大類是「東來說」，有關此說的傳說有多種版本，不過其內容大同小異，現舉一例：卡那卡那富族與拉阿魯哇族昔日同住在Nacunga，後來遭遇了大洪水侵襲，前者逃往Tanungintsu，後者逃往Nausulana（籐包山，在今那瑪夏區東南方）。待洪水退後，卡那卡那富族再下山至Natanasa 。第二大類則為「西來說」：一說卡那卡那富人的祖先原本住在嘉南平原。後來因平原上的野獸被獵得越來越少，為了追捕野獸之故，就漸漸地往山區遷移，最後來到楠梓仙溪上游一帶建立聚落。在遷移的路途上，大約走到台南市楠西區一帶時，有一群人與卡那卡那富人的祖先分手而往旗山的方向走去，這群人就是今日的拉阿魯哇族的祖先。另一說是卡那卡那富人的祖先原本住在台南附近，與同住平原的其它族群和諧相處，後來受荷蘭人逼迫才遷往山區。

## 外部連結
- 行政院原住民族委員會 （页面存档备份，存于）

1. 1 2  1694年起補撰的《台灣府志》《高志》〈卷二〉記載為「干那霧」。
2. 1 2  1716年啟撰的《諸羅縣志》〈卷之一·封域·山川·山〉記載：「邑治……其峙於東南者曰阿里山……內社八……干仔務……」。